# 全男孩竞技俱乐部
全男孩竞技俱乐部（西班牙語：Club Atlético All Boys），一般稱為男生隊，是阿根廷布宜诺斯艾利斯市弗洛雷斯塔的一个足球俱乐部。球队目前参加阿根廷足球乙级联赛。2010至2014年间，球队曾参加阿根廷足球甲级联赛。